# Pseudobolivarita negevensis
Pseudobolivarita negevensis är en skalbaggsart som beskrevs av Gianfranco Sama och Orbach 2003. Pseudobolivarita negevensis ingår i släktet Pseudobolivarita och familjen långhorningar.
Artens utbredningsområde är Israel. Inga underarter finns listade i Catalogue of Life.